# Murad (Sängersklavin)
Murad, arabisch مراد (geb. im 8. oder 9. Jahrhundert, gest. 9. Jahrhundert), war eine Dichterin und Sängersklavin des Ali bin Hischam (gest. 832/833), eines Fürsten und Zechkumpanen des siebten Abbasiden-Kalifen al-Ma'mun.

## Leben
Murad war aus Medina und eine muwallada - von ethnisch gemischter, wohl teils byzantinischer Abstammung. Sie wurde von Ali bin Hischam erstanden, als dieser sich auf Pilgerreise befand. Ali bin Hischam war ein Fürst und hoher Offizier, der zudem Trinkgefährte des siebten Abbasiden-Kalifen al-Ma'mun war.
Als Sängersklavin dichtete sie ihrem neuen Besitzer unter anderem über dessen militärische Erfolge. Murad gelang es damit in die Gunst ihres Besitzers zu kommen und eine Liebesbeziehung zu ihm einzugehen. Die klassisch-arabische Literatur listet Liebesgedichte zwischen den beiden auf.

## Poesie (Auswahl)
„Wenn du von der Liebesleidenschaft und als Besitz versklavt bist, dann ist es unnötig sich quälend zu gedulden, indem man die Augen zudrückt, die einen Fremdkörper in sich tragen (gute Miene zum bösen Spiel zu machen) und sich wie jemand, der besessen wird, der Erniedrigung und Zwang unterwirft. Dies ist besser als die Rebellion gegen den Besitzer und gegen das Ertragen von Vermeidung, Zurückweisung und Trennung.“ - Murad an ihren Herrn Ali bin Hischam

## Rezeption
In der klassisch-arabischen Literatur wird Murad unter anderem in Ibn Fadlallah al-Umaris (1301–1349) Hauptwerk, dem Lexikon Masālik al-abṣār fī mamālik al-amṣār in seinem Kapitel über bekannte Sängersklavinnen aufgeführt.

### Arabische Primärquellen
- Ibn Fadlallah al-Umari (1301–1349): Masālik al-abṣār fī mamālik al-amṣār. Ins Deutsche übersetzt von Yasemin Gökpinar: Der ṭarab der Sängersklavinnen: Masālik al-abṣār fī mamālik al-amṣār von Ibn Faḍlallāh al-ʿUmarī (gest. 749/1349): Textkritische Edition des 10. Kapitels Ahl ʿilm al-mūsīqī mit kommentierter Übersetzung, Ergon Verlag, Baden-Baden 2021.

### Sekundärliteratur
- Fuad Matthew Caswell: The Slave Girls of Baghdad, I.B. Tauris, London 2011.

- Yasemin Gökpinar: Der ṭarab der Sängersklavinnen: Masālik al-abṣār fī mamālik al-amṣār von Ibn Faḍlallāh al-ʿUmarī (gest. 749/1349): Textkritische Edition des 10. Kapitels Ahl ʿilm al-mūsīqī mit kommentierter Übersetzung, Ergon Verlag, Baden-Baden 2021.